# 浮世CROSSING
「浮世CROSSING」（うきよクロッシング）は、UVERworldの9枚目のシングル。2007年11月14日に発売された。発売元は、gr8!records(SME)。

## 概要
表題曲は、日本テレビ系水曜ドラマ『働きマン』の主題歌に使用された。5thシングル「SHAMROCK」に次ぐ2度目のドラマタイアップとなった。初動売上は、当時のシングルにおいて自身最高を記録。また、発売から5年以上経過した2013年1月には、日本レコード協会よりゴールド認定を受けている。
TAKUYA∞の起こした2006年末の不祥事により、7thシングル「endscape」から8thシングル「シャカビーチ〜Laka Laka La〜」まで続いていたテレビ出演の自粛を解禁。『音楽戦士 MUSIC FIGHTER』『COUNT DOWN TV』『ミュージックステーション』『MUSIC JAPAN』へ出演した（『ミュージックステーション』『MUSIC JAPAN』では3rdアルバム『PROGLUTION』の収録曲として披露）。『音楽戦士 MUSIC FIGHTER』、『ミュージックステーション』への出演は「君の好きなうた」、『CDTV』への出演は「SHAMROCK」以来となる。
キャッチコピーは、『ありのままの自分で平成を渡れ』

## 収録内容
| 全作詞: TAKUYA∞、全編曲: UVERworld & 平出悟。 |                                |           |              |      |
| #                                             | タイトル                       | 作詞      | 作曲         | 時間 |
| 1.                                            | 「浮世CROSSING」               | TAKUYA∞   | 彰 / TAKUYA∞ | 4:32 |
| 2.                                            | 「DISCORD〜your voices mix〜」 | TAKUYA∞   | TAKUYA∞      | 6:10 |
| 3.                                            | 「energy」                     | TAKUYA∞   | TAKUYA∞      | 4:58 |
| 合計時間:                                     | 合計時間:                      | 合計時間: | 15:38        |      |

| #  | タイトル                                              | 作詞 | 作曲・編曲 |
| -- | ----------------------------------------------------- | ---- | ---------- |
| 1. | 「LIVE DIGEST from DoSummer! voices〜what we need〜」 |      |            |

## 楽曲解説
1. 浮世CROSSING
外見および内面のコンプレックスを抱えた人たちを応援したいという思いから制作された。PVは、埼玉県と長野県県境の廃工場で撮影している。PV撮影時には、実際に様々な職種に扮したエキストラが参加。撮影に際し、彰は髪の色を赤く脱色していた。克哉はメッシュをいれている。PVの監督は和田泰宏。仮タイトルは「コヒツジ」。ちなみに近年のライブでは、歌詞の「平成」の部分を「令和」に変更して歌っている。
2. DISCORD〜your voices mix〜
オリジナルは2ndアルバム『BUGRIGHT』に収録。”your voice”とはファンによるコーラスのこと。STUDIO COASTで行われた『UVERworld DoSummer!voices 〜what we need〜』（前シングル「シャカビーチ〜Laka Laka La〜」購入者限定特別ライブ）にてオリジナル版を披露した際に、観客が歌ったコーラスを使用している。ちなみに、観客の中に高山一実（元：乃木坂46）が一般客として参加しており、『ソニレコ！暇つぶしTV』でのインタビューにて高山自身がそのことに言及していた。また、一部の歌詞が変更されている。
3. energy
エコカーについて歌われている。極めて長い仮タイトルが存在する。TAKUYA∞の趣味が「人に聴かせられないような、ダサイ曲を作る」であり、その趣味をもとに制作された。

## 収録アルバム
1. 浮世CROSSING
  - 3rdスタジオ・アルバム『PROGLUTION』
  - 1stベスト・アルバム『Neo SOUND BEST』
  - 2ndベスト・アルバム『ALL TIME BEST -FAN BEST- (EXTRA EDITION)』
2. DISCORD〜your voices mix〜
  - 2ndスタジオ・アルバム『BUGRIGHT』に原曲として収録。
3. energy
  - 3rdスタジオ・アルバム『PROGLUTION』にアルバムバージョンとして「ENERGY (album ver.)」を収録。